# Порто Черезио
Порто Черезио (итал. Porto Ceresio) је насеље у Италији у округу Варезе, региону Ломбардија.
Према процени из 2011. у насељу је живело 2917 становника. Насеље се налази на надморској висини од 350 м.

## Становништво
Према резултатима пописа становништва 2011. у општини је живело 3.001 становника.
| 1931. | 1936. | 1951. | 1961. | 1971. | 1981. | 1991. | 2001. | 2011. |
| ----- | ----- | ----- | ----- | ----- | ----- | ----- | ----- | ----- |
| 1.233 | 1.087 | 1.710 | 2.175 | 2.980 | 2.929 | 2.959 | 3.068 | 3.001 |

## Партнерски градови
- Аугустов